# Obeidia tigridata
Obeidia tigridata är en fjärilsart som beskrevs av Thierry-mieg 1899. Obeidia tigridata ingår i släktet Obeidia och familjen mätare. Inga underarter finns listade i Catalogue of Life.